# Taxonomia de Bloom

Aquesta imatge mostra l'escala del pensament segons la Taxonomia de Bloom, des del nivell més bàsic, que és recordar informació, fins al nivell més alt, que és crear alguna cosa nova.

La Taxonomia de Bloom és una llista de les habilitats i processos del pensament que poden aparèixer en les tasques escolars i, per tant, ser objecte d'avaluació. Rep el seu nom del seu creador, Benjamin Bloom. La taxonomia estructura les habilitats jeràrquicament, de manera que no es pot pretendre assolir les d'ordre superior sense tenir dominades les d'ordre inferior.

## Domini cognitiu
La cognició es basa en les següents habilitats (de menys a més complexitat):
- Recordar: reconèixer, llistar, descriure, identificar, recuperar, anomenar, localitzar i trobar.
- Entendre: interpretar, resumir, inferir, parafrasejar, classificar, comparar, explicar i exemplificar.
- Aplicar: implementar, desenvolupar, utilitzar i executar.
- Analitzar: organitzar, desconstruir, atribuir, trobar, estructurar i integrar.
- Avaluar: revisar, formular hipòtesis, criticar, experimentar, jutjar, detectar i provar.
- Crear: dissenyar, construir, planificar, produir, idear i elaborar.

Els verbs llistats descriuen moltes de les activitats, accions i processos que es duen a terme dins l'aula. La problemàtica apareix quan s'aprecia que no tenen en compte els nous objectius, processos i accions, que degut a l'emergència de les TIC, han aparegut a l'escola. Degut a aquest dèficit, la taxonomia va ser revisada per passar a “digitalitzar-la”. Aquí neix la taxonomia de Bloom Digital.

## Domini afectiu
S'hi inclouen aquells objectius que fan referència a actituds, valors i elements de judici que exigeixen una correcta adaptació. Bloom i els seus col·laboradors van dedicar una bona part de les seves reunions a aconseguir una classificació dels objectius corresponents a aquest aspecte. Afirmen que es tracta d'una tasca complicada i que encara no ha estat del tot finalitzada. A més, el professorat no sembla tenir unes idees ben definides sobre les experiències d'aprenentatge que siguin les més convenients per arribar aquests objectius relacionats amb els sentiments i emocions.

## Domini psicomotor
S'hi inclouen aquells objectius que es proposen per al desenvolupament muscular o motor, certes manipulacions de matèries o objectius, o certs actes que exigeixen una coordinació neuromuscular. Aquest domini comprèn els següents nivells:
- Percepció
- Disposició
- Mecanisme
- Resposta complexa
- Adaptació
- Creació